# Benjamin Macé
Benjamin Macé (Bordeaux, 16 mei 1989) is een Frans inline skater, shorttracker en langebaanschaatser. Hij trainde tot 25 maart 2014 mee met het Nederlandse Team Corendon.

## Biografie
Sinds het seizoen 2006-2007 reed Macé officiële shorttrack-wedstrijden. Hij nam in 2010 deel aan het EK shorttrack in Dresden. In 2010 deed Macé ook mee aan het shorttrack op de Olympische Winterspelen 2010. Op de 1500 meter werd hij in de heats uitgeschakeld en kreeg de 22e plaats achter zijn naam, in de 5000 meter estafette haalde hij met de Franse ploeg de finale, waarin hij zelf niet startte maar zijn team werd 5e.
In het seizoen 2010-2011 stapte Macé over naar het langebaanschaatsen. Op de EK allround 2011 werd hij 23e, na op de 1500 meter 11e te zijn geworden en de snelste eerste volle ronde te hebben gereden, 27,7. Hij verving ook Tristan Loy in de Franse achtervolgingsploeg bij de wereldbekerwedstrijden, samen met Alexis Contin en Pascal Briand werd hij 11e in het klassement.
Het seizoen 2011-2012 begon welvarend voor Macé. Door het winnen de B-groep op de 1000m en 1500m promoveerde Macé naar de A-groep en werd op de 1500m tijdens de Wereldbeker in Heerenveen vierde in een tijd van 1.46,68. Dit mede door de begeleiding die Macé kreeg bij de KIA Speed Skating Academy van SportNavigator.nl.
Tijdens het seizoen 2013-2014 reed Macé voor Team Corendon. Op 25 maart 2014 werd bekendgemaakt dat de verbintenis tussen Macé en Team Corendon verbroken zou worden.

## Persoonlijke records

### Langebaan
| Afstand    | Tijd    | Datum            | Baan           |
| ---------- | ------- | ---------------- | -------------- |
| 500 meter  | 0 35,47 | 15 november 2013 | Salt Lake City |
| 1000 meter | 1.08,13 | 27 januari 2013  | Salt Lake City |
| 1500 meter | 1.43,70 | 15 november 2013 | Salt Lake City |
| 3000 meter | 3.56,84 | 12 oktober 2012  | Inzell         |
| 5000 meter | 6.43,92 | 29 januari 2011  | Moskou         |

### Shorttrack
| Afstand    | Tijd     | Datum      | Baan        | Land |
| ---------- | -------- | ---------- | ----------- | ---- |
| 500 meter  | 42,103   | 23-01-2010 | Dresden     | GER  |
| 1000 meter | 1.27,991 | 27-03-2010 | Bormio      | ITA  |
| 1500 meter | 2.12,875 | 13-02-2010 | Vancouver   | CAN  |
| 3000 meter | 5.20,495 | 14-09-2008 | Albertville | FRA  |

## Resultaten

### Langebaan
| Jaar | EK Allround | WK Sprint | WK afstanden        | Olympische Spelen                    | Wereldbeker                 |
| ---- | ----------- | --------- | ------------------- | ------------------------------------ | --------------------------- |
| 2011 | NC23        |           |                     |                                      | 0p 5k/10k                   |
| 2012 | NC17        | 24e       | 16e 1000m 11e 1500m |                                      | 0p 500m 15e 1000m 10e 1500m |
| 2013 |             | 24e       | 19e 1000m 17e 1500m |                                      | 0p 500m 35e 1000m 17e 1500m |
| 2014 |             |           |                     | 29e 1000m 32e 1500m 8e achtervolging | 0p 500m 44e 1000m 25e 1500m |

### Shorttrack
| Jaar | EK                                          | Olympische Spelen |
| ---- | ------------------------------------------- | ----------------- |
| 2010 | 18e Klassement 19e 500m 20e 1000m 22e 1500m | 22e 1500m         |